# Portrait de Charles-Joseph-Laurent Cordier
Le portrait de Charles-Joseph-Laurent Cordier est un tableau peint par Jean-Auguste-Dominique Ingres en 1811.
Troisième de la série des portraits en extérieur peint à Rome par l'artiste, il représente Charles-Joseph-Laurent Cordier, un haut fonctionnaire chargé de l'inspection de l'Enregistrement en Italie, devant une vue représentant  Tivoli et le temple de la Sibylle. Le tableau appartient depuis 1886 aux collections de peintures françaises du musée du Louvre à Paris.

## Provenance
Propriété de Charles-Joseph-Laurent Cordier jusqu'à sa mort. Légué à la comtesse Mortier, sa fille, en 1870. Dans ses collections jusqu'en 1886, date à laquelle elle lègue le tableau au musée du Louvre (Inv. R.F. 477). 

## Description
Charles-Joseph-Laurent Cordier est représenté en buste, sur un arrière-plan de paysage romain. Il est vêtu d'un costume bleu-noir dont surgissent deux cols et une cravate blanche qui font contraste. D'autres éléments colorés animent la surface de l'habit, les boutons dorés, une chaîne finement travaillée par l'artiste, et le ruban rouge de la Légion d'Honneur. Le bras droit accoudé sur une pierre dont la main tient son chapeau, sa main gauche est glissée dans la poche de sa veste. Son visage coiffé de cheveux bouclés et de favoris, est vu de face, le regard présente un léger strabisme. Le paysage représentant Tivoli est obscurci par un ciel orageux dans des tons de gris, en bas à gauche adossé  à une colline, on aperçoit le temple de la Sibylle des maisons et un pont. Le tableau est signé et daté en bas à gauche sur la pierre Ingres Roma 1811.